# Autoroute Nord-Sud par l'Est (Vietnam)
Pour les articles homonymes, voir Autoroute Nord-Sud.
L'autoroute Nord-Sud (en vietnamien : Đường cao tốc Bắc - Nam, sigle CT.01) est une autoroute située au Viêt Nam.

## Construction
Cette route commence à Lạng Sơn et se termine à Cà Mau. Sa longueur totale est de 2 064 kilomètres.  
Le coût total pour la construction a été d'environ 18,5 milliards de dollars. La construction de la route se terminera en 2020.

## Parcours
La route passe par les provinces et villes suivantes :
Lạng Sơn, Bắc Giang, Bắc Ninh, Hanoï, Hà Nam,  Nam Định, Ninh Bình, Thanh Hóa, Nghệ An, Hà Tĩnh, Quảng Bình, Quảng Trị, Thừa Thiên-Huế, Đà Nẵng, Quảng Nam, Quảng Ngãi, Bình Định, Phú Yên, Khánh Hòa, Ninh Thuận, Bình Thuận, Đồng Nai, Bình Dương, Hô Chi Minh-Ville, Long An, Tiền Giang, Vinh Long, Cần Thơ, Hậu Giang, Bạc Liêu, Cà Mau.